# Salkhad District
Salkhad District (arabiska: منطقة صلخد) är ett distrikt i Syrien.   Det ligger i provinsen as-Suwayda', i den södra delen av landet, 120 kilometer sydost om huvudstaden Damaskus.
Trakten runt Salkhad District är ofruktbar med lite eller ingen växtlighet. Runt Salkhad District är det glesbefolkat, med 10 invånare per kvadratkilometer.